# Metapenaeopsis lamellata
Metapenaeopsis lamellata is een tienpotigensoort uit de familie van de Penaeidae. De wetenschappelijke naam van de soort is voor het eerst geldig gepubliceerd in 1844 door De Haan.